# روث غيلبرت
روث غيلبرت (بالإنجليزية: Ruth Gilbert)‏ هي كاتِبة وشاعرة نيوزيلندية، ولدت في 26 مارس 1917 في Greytown, New Zealand ‏ في نيوزيلندا، وتوفيت في 2016 في ويلينغتون في نيوزيلندا.